# George Bähr
Pour les articles homonymes, voir Bähr.
George Bähr (né le 15 mars 1666 à Fürstenwalde, mort le 16 mars 1738 à Dresde) est un architecte allemand.

## Biographie
George Bähr est le fils d'un charpentier (d'autres sources parlent d'un tisserand de lin) et grandit dans une famille pauvre. Sa scolarité est prise en charge par l'ecclésiastique du village. Bähr termine ses études et son apprentissage de menuisier à Lauenstein.
En 1693, Bähr se rend à Dresde, où il travaille comme charpentier. Il veut aller en Italie pour connaître des bâtiments célèbres, alors il étudie la mécanique à côté, se présente comme artiste et mécanicien, conçoit des buffets d'orgues, des châteaux et des palais.
À 39 ans, Bähr est nommé maître charpentier à Dresde en 1705, bien qu'il n'ait pas de brevet de maîtrise. Même dans ce poste, Bähr essaie de moderniser les bâtiments ecclésiastiques. À son avis, les bâtiments d'église existants ne sont plus adaptés au service évangélique.
Le premier bâtiment de George Bähr est l'église paroissiale de Loschwitz, près de Dresde, avec un plan d'étage allongé et octogonal. L'église est achevée en 1708.
Suivent l'église de l'orphelinat de Dresde construite vers 1710, de 1713 à 1716 l'église de la Sainte-Trinité de Schmiedeberg et les églises de Beitzsch (1716-1719) et Forchheim (1719-1726). Bähr est également impliqué en tant que maître d'œuvre et consultant dans la construction et la transformation des églises de Königstein (1720-1724), Kesselsdorf (1723-1725), Hohnstein (1724-1728) et de l'église de Schmannewitz (1731-1732).
De plus, de nombreux bâtiments résidentiels sont construits à Dresde selon les spécifications de Bähr. Bähr lui-même vit dans une maison sur le Seegasse près de l'Altmarkt. Entre 1732 et 1738, il supervise la construction de la Dreikönigskirche à Dresde-Neustadt, conçue à l'origine par Matthäus Daniel Pöppelmann.

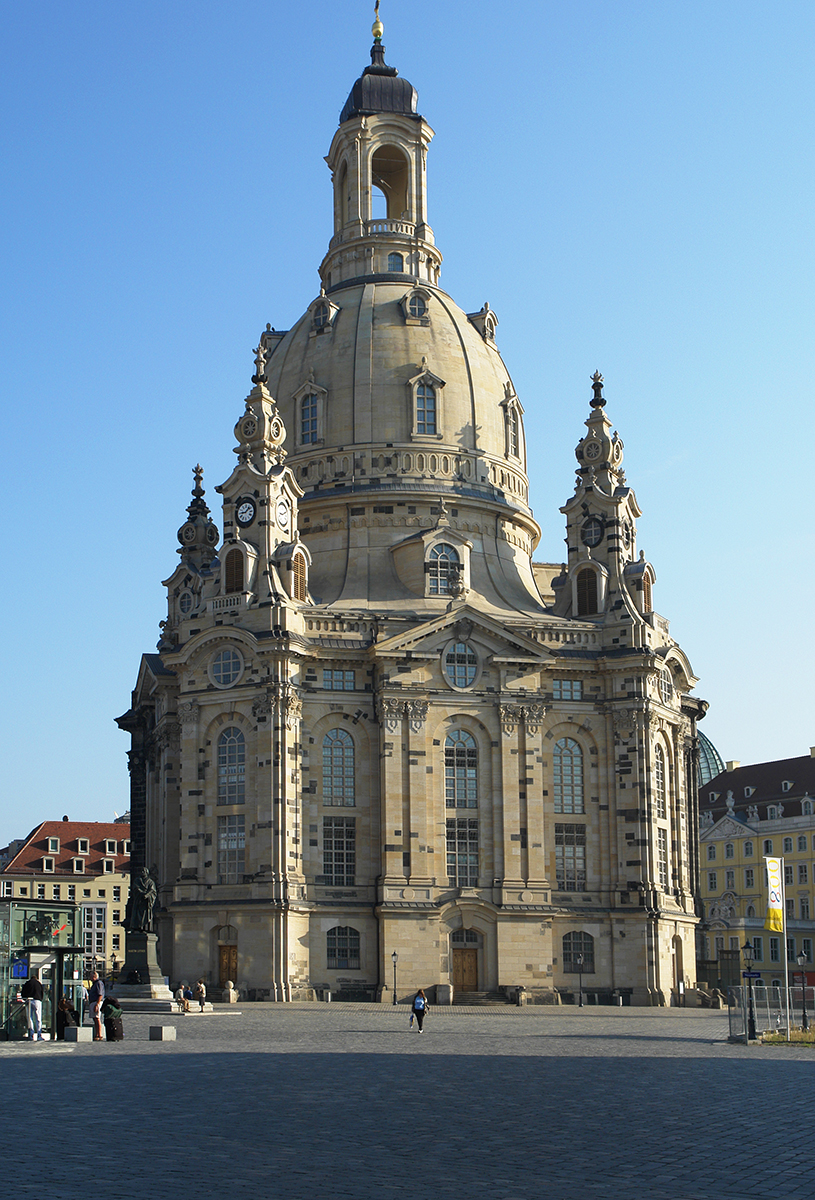
L'église Notre-Dame de Dresde

L'œuvre principale de Bähr est l'église Notre-Dame de Dresde. Il en est chargé en 1722 et la conception est approuvée et mise en œuvre en 1726. L'intérieur de l'église est inauguré en 1734. L'église est achevée le 27 mai 1743, près de cinq ans après la mort de George Bähr, avec l'ajout d'une croix en forme de dôme (dont Bähr ne voulait pas).
À partir de 1730, Bähr détient le titre d'architecte. Le terme d'ingénieur civil, plus approprié du point de vue d'aujourd'hui, n'existe pas à cette époque.
Sa préférence pour la construction d'orgues fait que George Bähr écrit également des compositions pour ces instruments de musique.
À la suite d'une maladie qui le cloue au lit, George Bähr démissionne de son poste de maître charpentier en 1738, huit jours avant sa mort. Les rumeurs de suicide sont réfutées. Contrairement à son souhait d'être enterré dans l'église Notre-Dame, il est enterré dans le cimetière de l'église Saint-Jean de Dresde. Lorsque la ville décide de séculariser le cimetière en 1854, ses ossements sont réinhumés dans la crypte de l'église Notre-Dame à la demande d'un arrière-petit-fils, et la tombe y est ensuite déplacée également.
George Bähr s'est marié trois fois. Avec sa troisième épouse, Johanna Juliane Wahl, qui est 22 ans sa cadette et qu'il épouse en 1730, il a six enfants. Lorsque le premier enfant naît (1730), Bähr a 64 ans. Son élève et beau-frère est le maître d'œuvre Johann Georg Schmidt.